# Valle de Los Altares
El Valle de los Altares o Valle de las Ruinas (en idioma galés: Dyffryn yr Allorau) es un valle del centro de la Provincia del Chubut, Argentina.

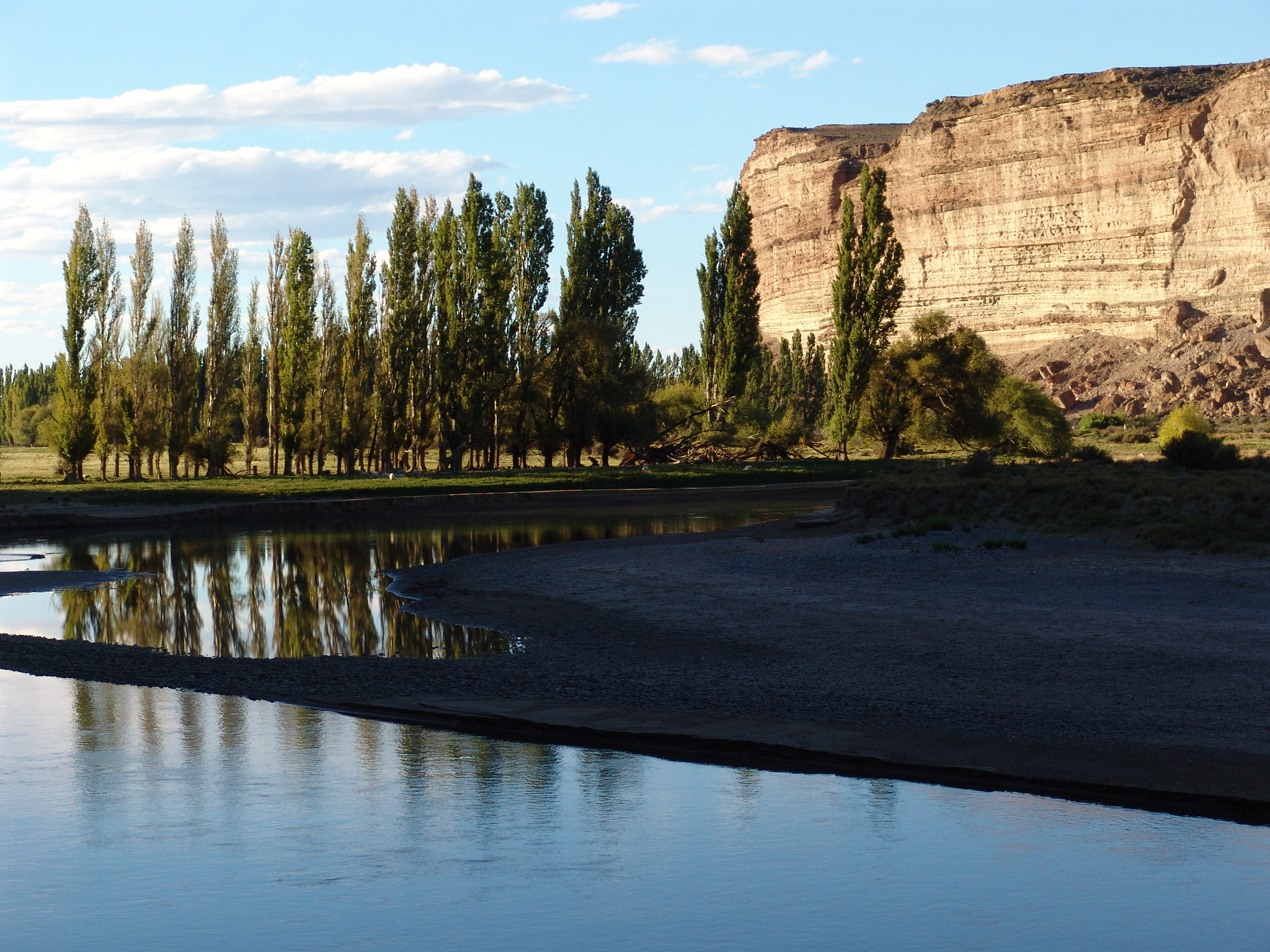
Valle de los Altares

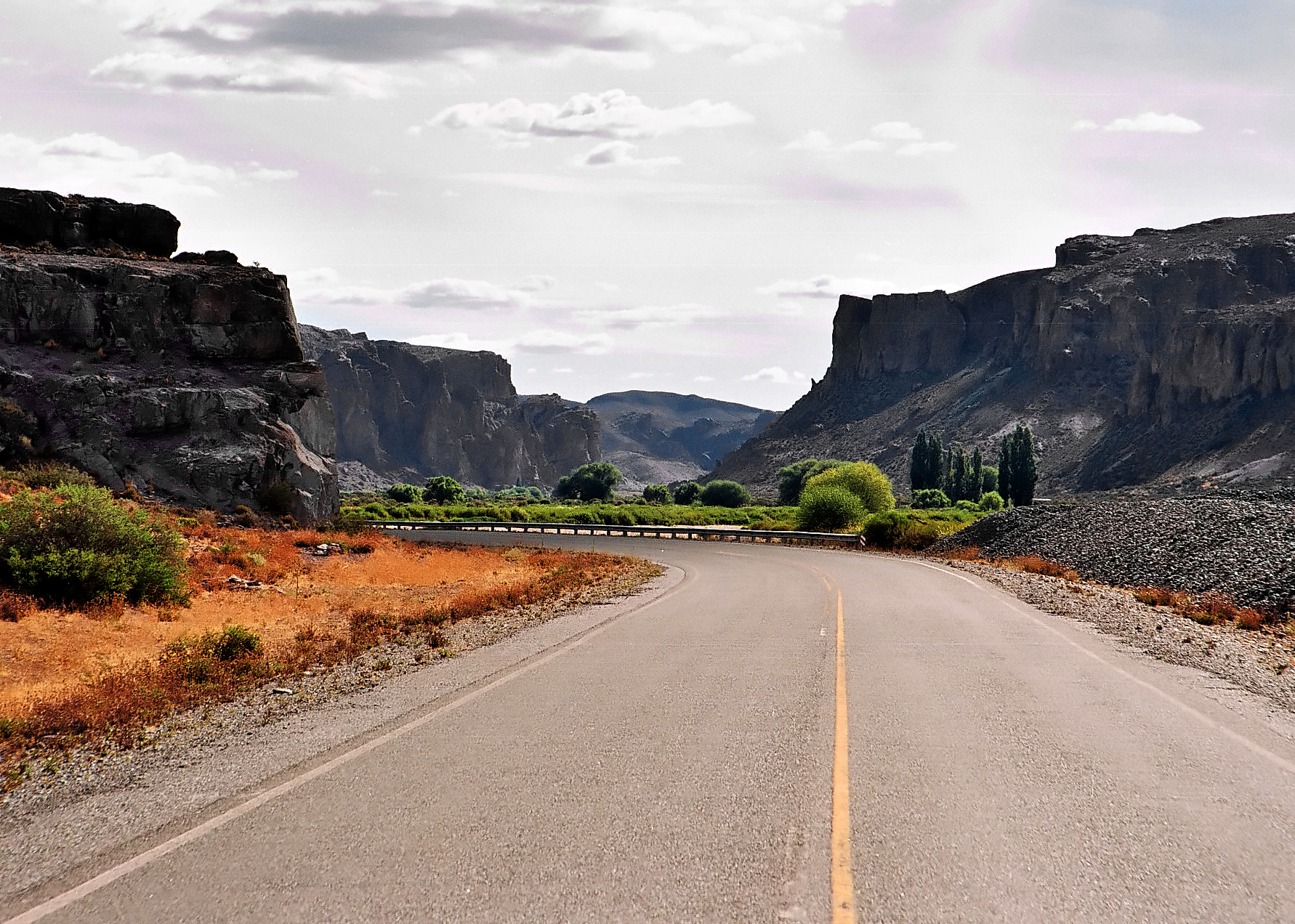
Los Altares.

El Valle de las Ruinas es recorrido por el curso medio (en esa zona, alóctono) del río Chubut, ubicándose a casi 200 km al oeste de la ciudad de Rawson y a unos 150 km al este de la ciudad de Tecka.
La denominación de las Ruinas le viene de sus espectaculares paisajes desérticos y semidesérticos, anfractuosos y repletos de geoformas y montañas casi desprovistas de toda vegetación que presentan curiosos aspectos y evidencian con variada gama de colores sus estratos geológicos. Sólo el río Chubut aporta una sensación de vida a este valle, que de otro modo parece corresponder a un paisaje extraterrestre. 
El Valle de Los Altares (a veces llamado Valle de las Ruinas) está continuado al este por el Valle de los Mártires y al oeste por el Valle Paso de Indios. En los aleros, cuevas y paredes de los precipicios de estos valles se encuentran antiquísimas pinturas rupestres de culturas ya desaparecidas. Por todos estos motivos, este curioso territorio –recorrido por la ruta nacional 25– ha sido propuesto para formar parte de un parque nacional. Ya el 14 de diciembre de 2014 el Gobierno de la Provincia de Chubut declaró oficialmente como Área Natural Protegida al Valle de Los Altares (o Las Ruinas) y sus adyacencias.